# Hess-Gletscher
Der Hess-Gletscher ist ein 8 km langer Gletscher an der Foyn-Küste des Grahamlands auf der Antarktischen Halbinsel. Er fließt zwischen steilen Felswänden in ostnordöstlicher Richtung und mündet 16 km südwestlich des Monnier Point in das Hess Inlet.
Die Kartierung erfolgte 1947 durch Wissenschaftler des Falkland Islands Dependencies Survey. Sie benannten ihn nach dem deutschen Glaziologen Hans Hess (1864–1940).